# У центрі уваги
«У центрі уваги» (англ. Spotlight) — американський драматичний фільм, знятий Томом Мак-Карті. Світова прем'єра стрічки відбулась 3 вересня 2015 року поза конкурсом Венеційського кінофестивалю, а в Україні — 25 лютого 2016 року. Також «У центрі уваги» показали на кінофестивалях в Телларайді та Торонто. Фільм, заснований на реальних подіях, розповідає про журналістське розслідування щодо священників-педофілів бостонської католицької церкви. Численні злочини своїх підлеглих-педофілів неодноразово покривав сам бостонський архієпископ, кардинал Бернард Лоу, який пізніше зробив кар'єру в оточенні папи римського Івана Павла Другого. Унаслідок скандалу були скасовані та закриті 65 парафій, католицька церква виплатила десятки мільйонів доларів компенсації постраждалим від домагань та їхнім родинам.
Назва фільму походить від заголовка, під яким виходили матеріали газети видання «Бостон глоуб»: «Spotlight Investigation: Abuse in the Catholic Church» (укр. «Розслідування в центрі уваги: Насильство в католицькій церкві»). На 1 березня 2024 року фільм займав 218-ту позицію у списку 250 кращих фільмів за версією IMDb.

## У ролях
| Актор              | Роль                                                                      |
| ------------------ | ------------------------------------------------------------------------- |
| Марк Руффало       | Майкл Резендес (журналіст, майбутній володар Пулітцерівської премії 2003) |
| Майкл Кітон        | Волтер «Роббі» Робінсон (редактор «Бостон глоуб»)                         |
| Рейчел Мак-Адамс   | Саша Пфайфер (журналістка, майбутня володарка Пулітцерівської премії)     |
| Браян Дерсі Джеймс | Метт Керролл                                                              |
| Джін Аморозо       | Стів Куркіян                                                              |
| Джон Слеттері      | Бен Бредлі-молодший                                                       |
| Лев Шрайбер        | Мартін «Марті» Берон                                                      |
| Стенлі Туччі       | Мітчелл Гарабедіян                                                        |
| Річард Дженкінс    | Річард Сайп                                                               |
| Біллі Крудап       | Ерік Макліш                                                               |

## Сприйняття

### Оцінки
Фільм отримав загалом схвальні відгуки: Rotten Tomatoes дав оцінку 96 % на основі 254 відгуків від критиків (середня оцінка 8,9/10) і 95 % від глядачів зі середньою оцінкою 4,4/5 (48 179 голосів). Загалом на сайті фільми має схвальні оцінки, фільму зарахований «стиглий помідор» від кінокритиків і «попкорн» від глядачів, Internet Movie Database — 8,2/10 (74 523 голоси), Metacritic — 93/100 (45 відгуків критиків) і 7,9/10 від глядачів (382 голоси). Загалом на цьому ресурсі від критиків і від глядачів фільм отримав схвальні відгуки.

### Касові збори
Під час допрем'єрного показу у США, що розпочався 6 листопада 2015 року, протягом першого тижня фільм був показаний у 5 кінотеатрах і зібрав 295 009 $, що на той час дозволило йому зайняти 23 місце серед усіх прем'єр. Під час прем'єрного показу у США, що розпочався 20 листопада 2015 року, протягом першого тижня фільм був показаний у 897 кінотеатрах і зібрав 4 408 252 $, що на той час дозволило йому зайняти 8 місце серед усіх прем'єр. Станом на 21 лютого 2016 року показ фільму триває 108 днів (15,4 тижня), зібравши у прокаті у США 38 095 287 доларів США, а у решті світу 16 160 775 $ (за іншими даними 16 735 748), тобто загалом 54 256 062 $ (за іншими даними 54 831 035) при бюджеті 20 млн доларів США.

## Визнання
| Нагороди та номінації фільму «У центрі уваги» | Нагороди та номінації фільму «У центрі уваги»      | Нагороди та номінації фільму «У центрі уваги» | Нагороди та номінації фільму «У центрі уваги»                                                             | Нагороди та номінації фільму «У центрі уваги» | Нагороди та номінації фільму «У центрі уваги» |
| Рік                                           | Нагорода                                           | Категорія                                     | Номінант                                                                                                  | Результат                                     | Дж                                            |
| --------------------------------------------- | -------------------------------------------------- | --------------------------------------------- | --- | --------------------------------------------- | --------------------------------------------- |
| 2015                                          | Міжнародний кінофестиваль в Торонто                | Приз глядачів                                 | «У центрі уваги»                                                                                          | 3-тє місце                                    |                                               |
| 2015                                          | Венеційський кінофестиваль                         | «Срібна миша»                                 | «У центрі уваги»                                                                                          | Перемога                                      |                                               |
| 2015                                          | Венеційський кінофестиваль                         | Нагорода імені Бріана                         | «У центрі уваги»                                                                                          | Перемога                                      |                                               |
| 2015                                          | Кінопремія «Готем»                                 | Найкращий фільм                               | «У центрі уваги»                                                                                          | Перемога                                      |                                               |
| 2015                                          | Кінопремія «Готем»                                 | Найкращий сценарій                            | Том Мак-Карті, Джош Сінгер                                                                                | Перемога                                      |                                               |
| 2015                                          | Кінопремія «Готем»                                 | Спеціальний приз журі                         | Марк Руффало, Майкл Кітон, Рейчел Мак-Адамс, Лев Шрайбер, Джон Слеттері, Стенлі Туччі, Браян Дерсі Джеймс | Перемога                                      |                                               |
| 2015                                          | Спільнота кінокритиків Нью-Йорка                   | Найкращий актор                               | Майкл Кітон                                                                                               | Перемога                                      |                                               |
| 2016                                          | 73-тя церемонія вручення нагороди «Золотий глобус» | Найкращий фільм — драма                       | стрічка                                                                                                   | Номінація                                     | [ 12 ]                                        |
| 2016                                          | 73-тя церемонія вручення нагороди «Золотий глобус» | Найкращий режисер                             | Том Мак-Карті                                                                                             | Номінація                                     | [ 12 ]                                        |
| 2016                                          | 73-тя церемонія вручення нагороди «Золотий глобус» | Найкращий сценарій                            | Енніо Морріконе                                                                                           | Номінація                                     | [ 12 ]                                        |
| 2016                                          | Премія БАФТА                                       | Найкращий фільм                               | Стів Голін, Блай Пегон Фауст, Ніколь Роклін і Майкл Шугар                                                 | Номінація                                     | [ 13 ] [ 14 ]                                 |
| 2016                                          | Премія БАФТА                                       | Найкраща чоловіча роль другого плану          | Марк Руффало                                                                                              | Номінація                                     | [ 13 ] [ 14 ]                                 |
| 2016                                          | Премія БАФТА                                       | Найкращий оригінальний сценарій               | Рік Картер, Даррен Гілфорд, Лі Сандалес                                                                   | Перемога                                      | [ 13 ] [ 14 ]                                 |
| 2016                                          | Премія «Оскар»                                     | Найкращий фільм                               | «У центрі уваги»                                                                                          | Перемога                                      | [ 15 ] [ 16 ]                                 |
| 2016                                          | Премія «Оскар»                                     | Найкращий режисер                             | Том Мак-Карті                                                                                             | Номінація                                     | [ 15 ] [ 16 ]                                 |
| 2016                                          | Премія «Оскар»                                     | Найкращий актор другого плану                 | Марк Руффало                                                                                              | Номінація                                     | [ 15 ] [ 16 ]                                 |
| 2016                                          | Премія «Оскар»                                     | Найкраща акторка другого плану                | Рейчел Мак-Адамс                                                                                          | Номінація                                     | [ 15 ] [ 16 ]                                 |
| 2016                                          | Премія «Оскар»                                     | Найкращий оригінальний сценарій               | Том Мак-Карті, Джош Сінгер                                                                                | Перемога                                      | [ 15 ] [ 16 ]                                 |
| 2016                                          | Премія «Оскар»                                     | Найкращий монтаж                              | Том Мак-Ардл                                                                                              | Номінація                                     | [ 15 ] [ 16 ]                                 |